# Liste de peintures de Jean-Marc Nattier
Cette page dresse une liste de peintures de Jean-Marc Nattier, peintre français né le 17 mars 1685 à Paris où il est mort le 7 novembre 1766
| Tableau | Titre | Date           | Dimensions                      | Notes                                                   | Lieu de conservation                                                  |
| ------- | --- | -------------- | ------------------------------- | ------------------------------------------------------- | --------------------------------------------------------------------- |
|         | Le Bon Samaritain | 1708           | 101,5 x 81,2 cm                 | Ce tableau est la première peinture connue de l’artiste | Paris, Collection privée                                              |
|         | Portrait de Catherine Ire pendant du Portrait de Pierre Ier le Grand                                                                                  | 1717           | huile sur toile 142 × 110 cm    | Musée                                                   | Musée de l'Ermitage, Saint-Petersbourg                                |
|         | Portrait du Tsar Pierre Ier le Grand (1672-1725) pendant du Portrait de Catherine Ire                                                                 | 1717           | huile sur toile 142 × 112 cm    | Base Rkd                                                | Collection de la Résidence de Munich                                  |
|         | Bataille de Poltava (8 juillet 1709) | 1717           | huile sur toile 90 × 112 cm     | Base Rkd                                                | Musée Pouchkine, Moscou                                               |
|         | Persée, assisté par Minerve, pétrifie Phinée | 1718           | 113,5 x 146 cm                  |                                                         | musée des Beaux-Arts de Tours                                         |
|         | Portrait de Maurice de Saxe, maréchal de France | 1720           | huile sur toile 257 × 172 cm    | INHA                                                    | Dresde, Gemäldegalerie Alte Meister                                   |
|         | Portrait de Mademoiselle Henault, comtesse d'Aubeterre                                                                                                | 1727           | 147 x 114 cm                    |                                                         | Musée national des Beaux-Arts (Argentine)                             |
|         | Portrait d'Alexandre Kourakine | 1728           | Huile sur toile 165 × 128 cm    | Musée                                                   | Saint-Pétersbourg, musée de l'Ermitage                                |
|         | Portrait de Mademoiselle de Clermont aux eaux de Chantilly                                                                                            | 1729           | 195 x 161 cm                    |                                                         | Chantilly, musée Condé                                                |
|         | Portrait de la famille de l'artiste | 1730-1762      | 176 x 186 cm                    | Collections du château                                  | Versailles, musée national du château                                 |
|         | Portrait de femme en Hébé, dit autrefois Louise-Henriette de Bourbon-Conti, duchesse de Chartres puis d'Orléans, en Hébé                              | 1732           | 137 x 104 cm                    | Le Musée Condé                                          | Chantilly, Musée Condé                                                |
|         | Mademoiselle de Lambesc en Minerve armant son frère pour la guerre                                                                                    | 1732           | Huile sur toile 191 × 159 cm    | Base Joconde                                            | Palais des Beaux-Arts de Lille                                        |
|         | Portrait de Madame Crozat de Thiers et sa fille | 1733           | Huile sur toile 54 × 41 in      | Musée                                                   | Musée d'art d'Indianapolis                                            |
|         | Mademoiselle de Clermont en sultane | 1733           | huile sur toile 109 × 104 cm    | Musée                                                   | Wallace Collection, Londres                                           |
|         | Madame Adélaïde sous les traits de la Justice châtiant l'Injustice                                                                                    | 1737           | huile sur toile 132,5 x 161 cm  | Catalogue Sotheby's                                     | Collection privée Vente Sotheby's 2015                                |
|         | Portrait de Charlotte-Louise de Rohan-Guéménée, princesse de Masseran, marquise de Crèvecœur                                                          | 1737           | huile sur toile 125 x 97 cm     | Base Joconde                                            | Musée national du château de Versailles                               |
|         | Portrait de jeune femme en Source | 1738           | 80,5 x 65 cm                    | Musée                                                   | New York, The Metropolitan Museum of Art                              |
|         | Portrait du comte Jorgen Scheel | 1738           |                                 | Base Atheneum                                           | Musée national d'histoire du château de Frederiksborg, Hillerod       |
|         | Portrait de femme | 1738           | 80,5 x 65,2 cm                  |                                                         | Saint-Louis, Art Museum                                               |
|         | Portrait de Madame Geoffrin | 1738           | 145 x 115 cm                    | Musée                                                   | Tokyo, Fuji Art Museum                                                |
|         | Portrait de Mathilde de Canisy, marquise d'Antin | 1738           | 118 x 96 cm                     | Musée                                                   | Paris, musée Jacquemart-André                                         |
|         | Portrait de Marie-Henriette Berthelot de Pléneuf (1710-1742)                                                                                          | 1739           | 102 x 83 cm                     | Musée                                                   | Tokyo, Musée national de l'Art occidental                             |
|         | Thalie, muse de la Comédie | 1739           | 136 x 124,5 cm                  | Musée                                                   | San Francisco, California Palace of the Legion of Honor               |
|         | Terpsichore, muse de la Musique et de la Danse | vers 1739      | Huile sur toile 136 x 125 cm    | Musée                                                   | San Francisco, California Palace of the Legion of Honor               |
|         | Élisabeth-Louise de Boullogne, marquise de l'Hôpital, mariée à l'ambassadeur Paul-François de Galluccio de l'Hôpital, marquis de Châteauneuf-sur-Cher | 1739           | Huile sur toile 81 x 64 cm      | Musée                                                   | Stockholm, Nationalmuseum                                             |
|         | Portrait de Pierre-Victor de Besenval de Brünstatt | vers 1740      | huile sur toile 80 x 63 cm      | Musée                                                   | Saint-Pétersbourg, musée de l'Ermitage                                |
|         | Portrait d'un jeune homme en Bacchus | vers 1740      | 146 x 115,6 cm                  | Musée                                                   | Sarasota, The John and Mable Ringling Museum of Art                   |
|         | Portrait de la marquise Marie-Thérèse de La Ferté-Imbault                                                                                             | 1740           | 145 x 115 cm                    |                                                         | Tokyo, Fuji Art Museum                                                |
|         | Adam Tarło (?) | vers 1740      | Huile sur toile 80 × 65 cm      | Collections                                             | Château royal de Varsovie                                             |
|         | Portrait de Marie-Anne de Mailly-Nesle, duchesse de Châteauroux, en Aurore                                                                            | 1740           | Huile sur toile 80,5 x 96 cm    | Base Joconde                                            | Musée national du château de Versailles                               |
|         | Portrait de Marie-Sophie de Courcillon, princesse de Rohan                                                                                            | 1741           | Huile sur toile 145 x 113 cm    | Musée                                                   | Musée d'art de Toledo                                                 |
|         | Portrait de la comtesse Tessin | 1741           | 81 x 65 cm                      | Base Atlas                                              | Paris, musée du Louvre                                                |
|         | Portrait de la comtesse de Brac en Aurore | 1741           | 146 x 114 cm                    | Musée                                                   | Detroit Institute of Arts                                             |
|         | Portrait d'un chevalier de l'Ordre de Saint-Louis | 1741           | 79,5 x 63,5 cm                  | Musée                                                   | Kansas City, Nelson-Atkins Museum of Art                              |
|         | Portrait de Carlotta-Frederika Sparre, comtesse Fersen                                                                                                | 1741           | 64 x 53 cm                      |                                                         | Dublin, National Gallery of Ireland                                   |
|         | Marquise de Broglie (1718-1777) en sultane | 1742           | huile sur toile 81 x 63 cm      | Musée                                                   | Stockholm, Nationalmuseum                                             |
|         | Portrait de Madame Henriette | 1742           | 96 x 151 cm                     | Collections du Château                                  | musée national du château de Versailles                               |
|         | Henriette de France en Flore | 1742           | Huile sur toile 94 × 128 cm     | Virtualuffizi                                           | Appartements royaux, Palais Pitti Florence                            |
|         | Portrait de Madame Bonnier de la Mosson en Diane | 1742           | 129,5 x 97 cm                   | Musée                                                   | Los Angeles, J. Paul Getty Museum                                     |
|         | Portrait d'Anne Larcher (1706-1764), comtesse d'Argenson                                                                                              | 1743           | 139 x 106 cm                    |                                                         | Collection privée                                                     |
|         | Portrait d'Anne-Josèphe Bonnier de la Mosson, duchesse de Chaulnes, en Hébé pendant du portrait de son mari en Hercule                                | 1744           | 144 x 110 cm                    | Base Atlas                                              | Paris, musée du Louvre                                                |
|         | Portrait de Marie-Françoise de La Cropte de Saint-Abre, marquise d'Argence                                                                            | 1744           | 82,5 x 65 cm                    | Musée                                                   | New York, Metropolitan Museum of Art                                  |
|         | Portrait de la duchesse de Chartres en Hébé | 1744           | 131 x 105 cm                    | Musée                                                   | Stockholm, Nationalmuseum                                             |
|         | Portrait de la duchesse de Chartres en Hébé |                | huile sur toile 140 × 107 cm    | Catalogue Sotheby's                                     | Collection privée Vente Sotheby's 2010                                |
|         | Les Amoureux | 1744           | huile sur toile 58 × 74 cm      | Musée                                                   | Alte Pinakothek, Munich                                               |
|         | Portrait de Joseph Bonnier de La Mosson | 1745           | 138 x 105,5 cm                  |                                                         | Washington, The National Gallery of Art                               |
|         | Portrait de Madame Henriette | 1745           | 104 x 140 cm                    | Collection du château                                   | musée national du château de Versailles                               |
|         | Portrait de Madame Adélaïde en Diane | 1745           | huile sur toile 102 × 146 cm    | Collections du château                                  | musée national du château de Versailles                               |
|         | Portrait de Madame Adélaïde en Diane | 1745           | 95 × 128 cm                     | Photo Rmn                                               | Palais Pitti, Galerie Palatine Florence                               |
|         | Portrait de Madame Adélaïde en Diane | 1745           | 98 x 125 cm                     | MNR 81                                                  | Niort, musée Bernard d'Agesci                                         |
|         | Portrait de Madame Bouret en Diane | 1745           | Huile sur toile 138 x 105 cm    | Musée                                                   | Madrid, musée Thyssen-Bornemisza                                      |
|         | Portrait de Louis XV | 1745           | 80 x 64 cm                      | Musée                                                   | Saint-Pétersbourg, musée de l'Ermitage                                |
|         | Portrait du duc de Chaulnes en Hercule | 1746           | 129 x 103 cm                    | Base Atlas                                              | Paris, musée du Louvre                                                |
|         | Portrait de Louise-Henriette-Gabrielle de Lorraine, princesse de Turenne                                                                              | 1746           | 80 x 65 cm                      | Collection du château                                   | musée national du château de Versailles                               |
|         | Portrait de Madame de Sombreval en Erato | 1746           | 138 x 105 cm                    | Base Joconde                                            | Paris, musée du Louvre                                                |
|         | Portrait de Madame de Pompadour en Diane chasseresse                                                                                                  | 1746           | 101 x 81,5 cm                   | Collections du château                                  | Versailles, musée national du château                                 |
|         | Portrait de Madame de Flesselles | 1747           | 135,5 x 103 cm                  | Musée                                                   | Université de Princeton, Art Museum                                   |
|         | Portrait de Marie Leszczynska, reine de France | vers 1747-1748 | 139 × 107 cm                    | Base Joconde                                            | Versailles, musée national du château                                 |
|         | Portrait de Madame de Pompadour en Diane | 1748           | 53 x 43 cm                      | Musée                                                   | Saint-Omer, musée de l'Hôtel Sandelin réplique au musée de Versailles |
|         | Portrait de Madame Victoire à l'âge de 15 ans | 1748           | 108 x 91 cm                     | Base Joconde                                            | musée national du château de Versailles                               |
|         | Portrait de Madame Victoire |                | Huile sur toile 83 × 66 cm      | Catalogue Hampel                                        | Collection privée Vente Hampel 2017                                   |
|         | Portrait de Madame Sophie commandé par Louis XV pour la reine Marie Leczinska                                                                         | 1748           | Huile sur toile 79 × 60 cm      | Base Joconde                                            | Versailles, musée national du château de Versailles                   |
|         | Portrait de Madame Sophie | 1748           | 81 × 65 cm                      | Collection du château                                   | musée national du château de Versailles                               |
|         | Portrait de Madame Louise commandé par Louis XV pour le château de Versailles                                                                         | 1748           | Huile sur toile 98 × 85 cm      | Base Joconde                                            | musée national du château de Versailles                               |
|         | Portrait de Marie Françoise Rose de Larlan de Kercadio de Rochefort, épouse de Paul Hay, marquis des Nétumières                                       | 1748           | 100 x 80 cm                     | Catalogue Heim                                          | Coll.privée                                                           |
|         | Portrait de femme | vers 1748      | huile sur toile 108 × 92 cm     | Musée                                                   | Cleveland Museum of Art                                               |
|         | Portrait de Madame Adélaïde | 1749           | Huile sur toile 81,5 x 64 cm    | Base Joconde                                            | musée national du château de Versailles                               |
|         | Portrait d’une dame | 1749           | huile sur toile 81 × 64 cm      | Image Akg                                               | Staatsgalerie (Stuttgart)                                             |
|         | Portrait de Madame Marsollier et sa fille | 1749           | 146 x 114 cm                    | Musée                                                   | New York, Metropolitan Museum of Art                                  |
|         | Portrait de Louise-Elisabeth de France | 1749           | Huile sur toile 39,5 x 31,5 cm  | Musée                                                   | Copenhague, Statens Museum for Kunst                                  |
|         | Portrait d'Isabelle de Bourbon-Parme | 1749           | 158,5 x 116 cm                  | Collections du château                                  | musée national du château de Versailles                               |
|         | Portrait de Madame Henriette en Vestale | vers 1749      | huile sur toile 180 x 133,5 cm  | Musée                                                   | Detroit, Institute of Arts                                            |
|         | Portrait de la comtesse de Tillières | 1750           | 80 x 63 cm                      | Musée                                                   | Londres, Wallace Collection                                           |
|         | Suzanne-Marquerite Fyot de la Marche (1731-1784), Marquise d'Argenson                                                                                 | 1750           | huile sur toile 101,5 x 80,5 cm | Musée                                                   | Baltimore, Walters Art Gallery                                        |
|         | Portrait de Madame Henriette | 1750           | 60 x 50 cm                      |                                                         | Bordeaux, musée des Beaux-Arts                                        |
|         | Portrait de Louise-Elisabeth de France, duchesse de Parme, et sa fille                                                                                | 1750           | 133 x 106 cm                    | Musée                                                   | Washington, The Hillwood Museum of Art                                |
|         | Portrait de Louise-Elisabeth de France en Terre | 1750           | 97 x 136 cm                     |                                                         | Musée d'art de São Paulo                                              |
|         | Portrait d'Henriette de France en Feu | 1751           | 97 x 136 cm                     | Le Portrait                                             | Musée d'art de São Paulo                                              |
|         | Portrait d'Adélaïde de France en Air | 1751           | 96 x 138 cm                     |                                                         | Musée d'art de São Paulo                                              |
|         | Portrait de Victoire de France en Eau | 1751           | 96 x 138 cm                     |                                                         | Musée d'art de São Paulo                                              |
|         | Portrait d'homme en armure | vers 1750      | 54 x 44,5 cm                    | Musée                                                   | Londres, National Gallery                                             |
|         | Portrait de Marie-Josèphe de Saxe en marmotte | vers 1750-1751 | 54 x 44,5 cm                    | Collection du château                                   | musée national du château de Versailles                               |
|         | Portrait de Marie-Josèphe de Saxe | 1751           | 104,8 x 113 cm                  | Collections du château                                  | musée national du château de Versailles                               |
|         | Portrait d'Éléonore Louise Le Gendre de Berville, marquise du Hallay-Coëtquen                                                                         | 1751           | 70,5 x 58 cm                    |                                                         | Paris, collection privée                                              |
|         | Portrait de Marie-Zéphyrine de France | 1751           | huile sur toile 70 × 82 cm      | catalogue Offices et palais Pitti                       | Palais Pitti, Appartements royaux Florence                            |
|         | Portrait d'Adélaïde de France | 1751           | huile sur toile 53,5 x 42,5 cm  | Collection du château                                   | musée national du château de Versailles                               |
|         | Portrait d'Elisabeth Rigoley d'Ogny en Aurore | 1752           | 135 x 105,5 cm                  | Musée                                                   | Baltimore Museum of Art                                               |
|         | Portrait de Madame Boudrey en Muse | 1752           | 130 x 97 cm                     |                                                         | San Francisco, de Young Art Museum                                    |
|         | Portrait de Marie-Geneviève Boudrey en Muse | 1752           | huile sur toile 121 × 96 cm     | Catalogue Sotheby's                                     | Collection privée Vente Sotheby's 2007                                |
|         | Portrait de femme en Diane | 1752           | 100,5 x 79,5 cm                 | Musée                                                   | Cleveland Museum of Art                                               |
|         | Adélaïde de France | vers 1752      | 103 x 120 cm                    | Collection du château                                   | musée national du château de Versailles                               |
|         | Portrait de femme, dite La Marquise Perrin de Cypierre                                                                                                | 1753           | 80 x 64 cm                      | Musée                                                   | New York, Metropolitan Museum of Art                                  |
|         | Portrait de Madame Le Fèvre de Caumartin en Hébé | 1753           | 102,5 x 81,5 cm                 | Musée                                                   | Washington, National Gallery of Art                                   |
|         | Madame Henriette jouant de la basse de viole nombreuses répliques                                                                                     | 1754           | 249 x 184 cm                    | Base Joconde                                            | Musée national du château de Versailles                               |
|         | Portrait de Madame Henriette réplique | 1754           | 235,5 x 164,5 cm                | Collection du château                                   | musée national du château de Versailles                               |
|         | Portrait d'Elisabeth Hamilton, comtesse de Warwick | 1754           | 81,5 x 65,5 cm                  | Musée                                                   | New York, Frick Collection                                            |
|         | Portrait de Louis-Joseph-Xavier de France, duc de Bourgogne (1751-1761)                                                                               | 1754           | huile sur toile 130 x 97,5 cm   | Collections du château                                  | musée national du château de Versailles                               |
|         | Portrait de Madame de La Porte | 1754           | 82 x 65,5 cm                    | Musée                                                   | Sydney, Art Gallery of New South Wales                                |
|         | Portrait de la marquise de Bélestat | 1755           | 112 x 96,5 cm                   | Musée                                                   | Londres, The Wallace Collection                                       |
|         | Pierre-Augustin Caron de Beaumarchais | 1755           | huile sur toile 82 × 64 cm      | Utpictura 18                                            | Collection particulière (Londres)                                     |
|         | Madame Adélaïde faisant des nœuds commandé par Louis XV                                                                                               | 1756           | huile sur toile 128 × 96 cm     | Base Joconde                                            | musée national du château de Versailles                               |
|         | Madame Bergeret de Frouville en Diane | 1756           | huile sur toile 136,5 x 105 cm  | Musée                                                   | New York, Metropolitan Museum of Art                                  |
|         | Portrait de Manon Balletti | 1757           | 54 x 47,5 cm                    | Musée                                                   | Londres, National Gallery                                             |
|         | Isabelle de Bourbon-Parme, épouse de Joseph II | 1758           | huile sur toile 82 x 64 cm      | Musée                                                   | Vienne, Kunsthistorisches Museum                                      |
|         | Portrait de Madame Adélaïde copie d'après un original de 1758 disparu autre version conservée au musée du Louvre                                      | 1758           | huile sur toile 221 × 146 cm    | Base Joconde                                            | musée national du château de Versailles                               |
|         | Portrait de femme en Vestale | 1759           | 115,5 x 136 cm                  | Musée                                                   | Raleigh, North Carolina Museum of Art                                 |
|         | Portrait de Louise-Elisabeth de France, duchesse de Parme                                                                                             | 1760           | Ovale 91 x 78 cm                | Collection du Château                                   | musée national du château de Versailles                               |
|         | Portrait de Louise-Elisabeth de France, duchesse de Parme (1727-1759) Portrait posthume                                                               | 1760           | huile sur toile 136 × 104 cm    | Base Joconde                                            |                                                                       |
|         | Portrait de Louise-Elisabeth de France, duchesse de Parme (1727-1759) Portrait posthume, dit autrefois Madame Victoire                                | 1761           | huile sur toile 240 × 184 cm    | Base Joconde                                            | musée national du château de Versailles                               |
|         | Portrait de Madame de Frémicourt en Minerve | vers 1760      | 74,5 x 63 cm                    |                                                         | Birmingham (Alabama), Museum of Art                                   |
|         | Portrait d'homme | 1766           | huile sur toile 101 x 81 cm     | Base Joconde                                            | musée des Beaux-Arts de Rouen                                         |

## Dates non documentées
| Tableau | Titre                                               | Date | Dimensions                 | Notes        | Lieu de conservation                         |
| ------- | --------------------------------------------------- | ---- | -------------------------- | ------------ | -------------------------------------------- |
|         | Portrait de femme en gris                           |      | Huile sur toile 80 x 64 cm | Musée        | Saint-Pétersbourg, musée de l'Ermitage       |
|         | Vénus et l'Amour                                    |      | Huile sur toile 69 × 75 cm | Base Joconde | musée des beaux-arts de Marseille            |
|         | Portrait de jeune femme                             |      | 74 x 60 cm                 | Base Atlas   | Paris, musée du Louvre                       |
|         | Portrait de Caroline de Hesse-Rheinfels-Rotembourg  |      | 138 x 105 cm               |              | Buenos Aires, Museo Nacional de Bellas Artes |
|         | Portrait de jeune femme en allégorie de la Peinture |      | 92,1 x 75,7 cm             | Musée        | Metz, Musée de la Cour d'Or                  |